# Автомагістраль G12 Хуньчунь–Улан-Хото
Автомагістраль Хуньчунь–Улан-Хото (кит.: 珲春—乌兰浩特高速公路), позначається як G12 і зазвичай називається швидкісною магістраллю Хунву (кит.: 珲乌高速公路) — швидкісна дорога довжиною 926,22 кілометра в Китайській Народній Республіці, що з'єднує міста Хуньчунь, Цзілінь і Улан-Хото, Внутрішня Монголія. Маршрут пролягає паралельно більшій частині Китайського національного шосе 302. 